# Nikolai-Quadrille
Nikolai-Quadrille, op. 65, är en kadrilj av Johann Strauss den yngre. Den spelades första gången i augusti 1849 på Dommayers Casino i Wien.

## Bakgrund
Revolutionerna 1848 ledde till att kejsare Ferdinand I av Österrike abdikerade till förmån för sin brorson Frans Josef, som utropades till ny kejsare av Österrike den 2 december 1848. Endast fem dagar senare, den 7 december, vägrade parlamentet i Ungern att erkänna den unge monarken ("utan parlamentets vetskap och godkännande kan ingen sitta på den ungerska tronen") och mobiliserade armén. Som svar på detta lät fältmarskalk Alfred I zu Windisch-Graetz invadera Pest, varpå parlamentet retirerade till Debrecen. Den 14 april 1849 deklarerade det ungerska parlamentet att de hade avsatt kejsare Frans Josef och i stället valt statsmannen Lajos Kossuth till ledare för det oberoende Ungern. Österrike vände sig till rysslands tsar Nikolaj I om hjälp med att slå ned rebellerna. De båda arméerna på sammanlagt 270000  soldater hade snart besegrat de ungerska trupperna. Den ungerske befälhavaren Artúr Görgey tvingades den 13 augusti 1849 kapitulera i Világos till den ryske generalen Fjodor Rüdiger. Revolten var krossad och Ungern styrdes med krigslagar från oktober 1849 till juli 1850.

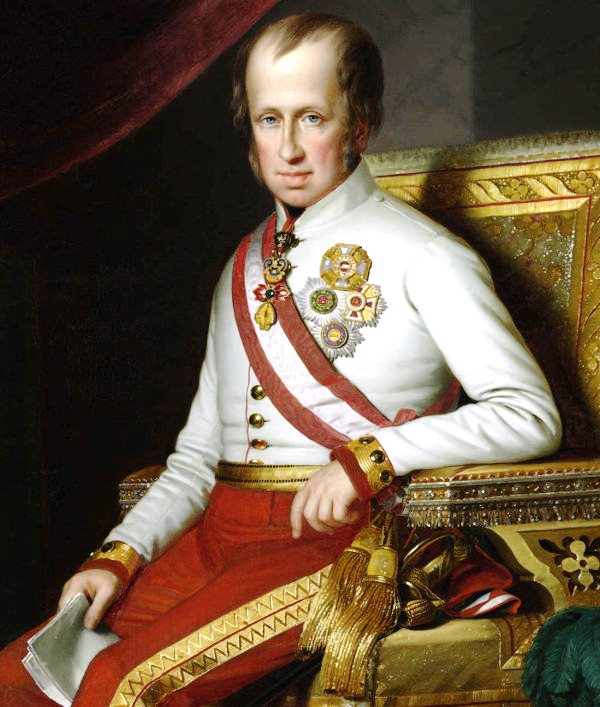
Ferdinand I av Österrike
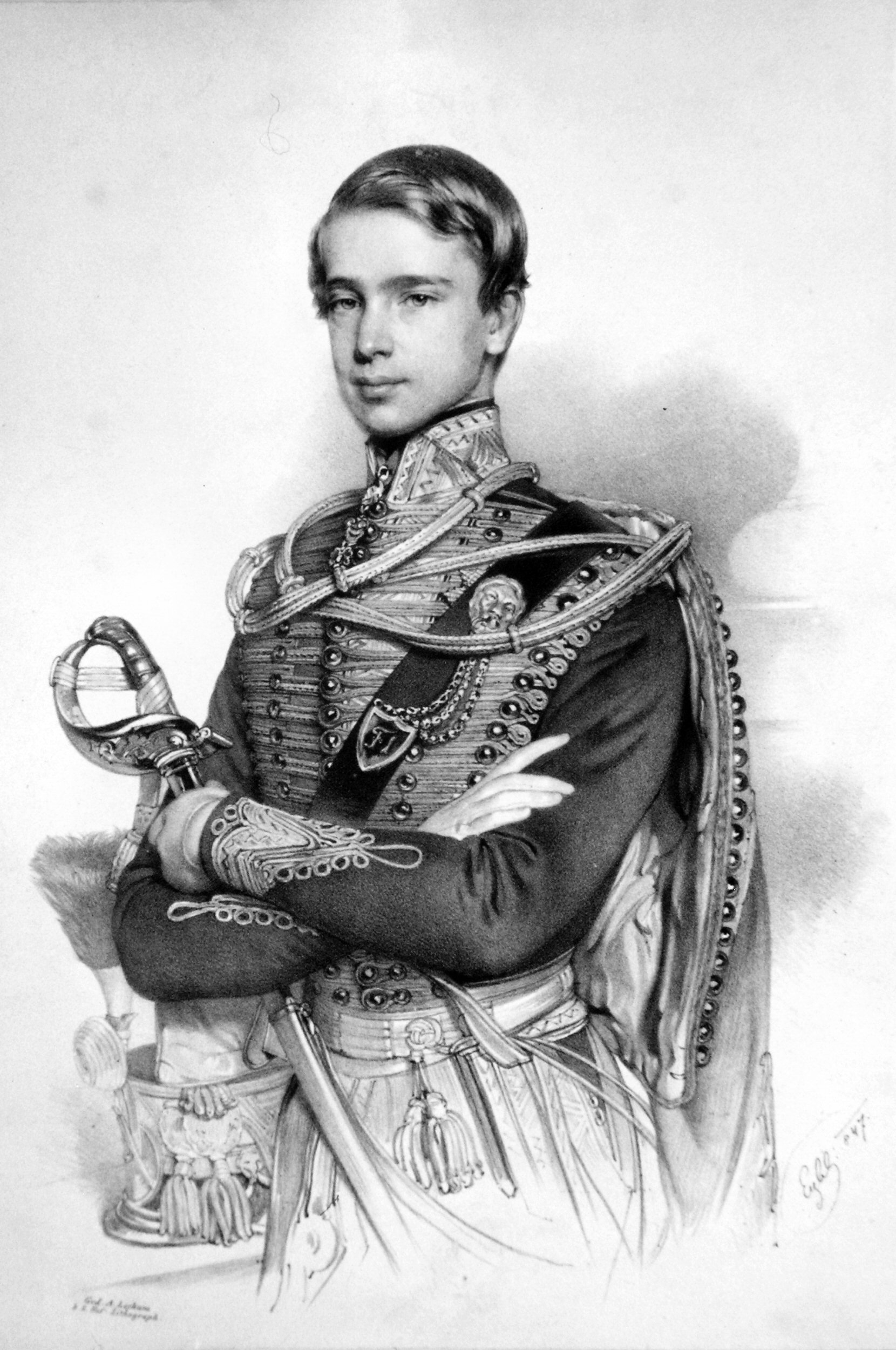
Frans Josef I av Österrike år 1847
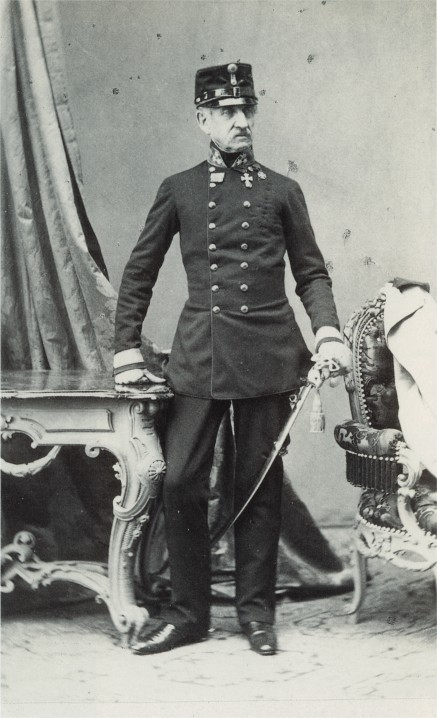
Furst Alfred I zu Windisch-Graets
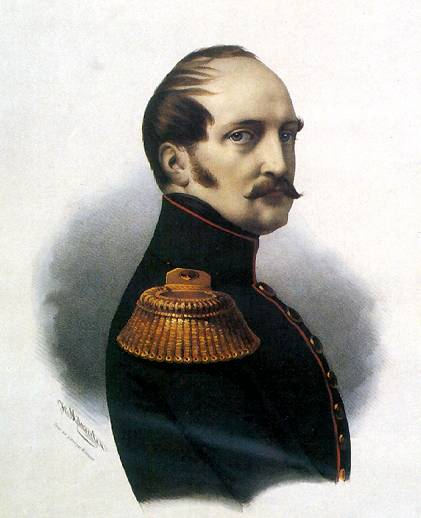
Nikolaj I
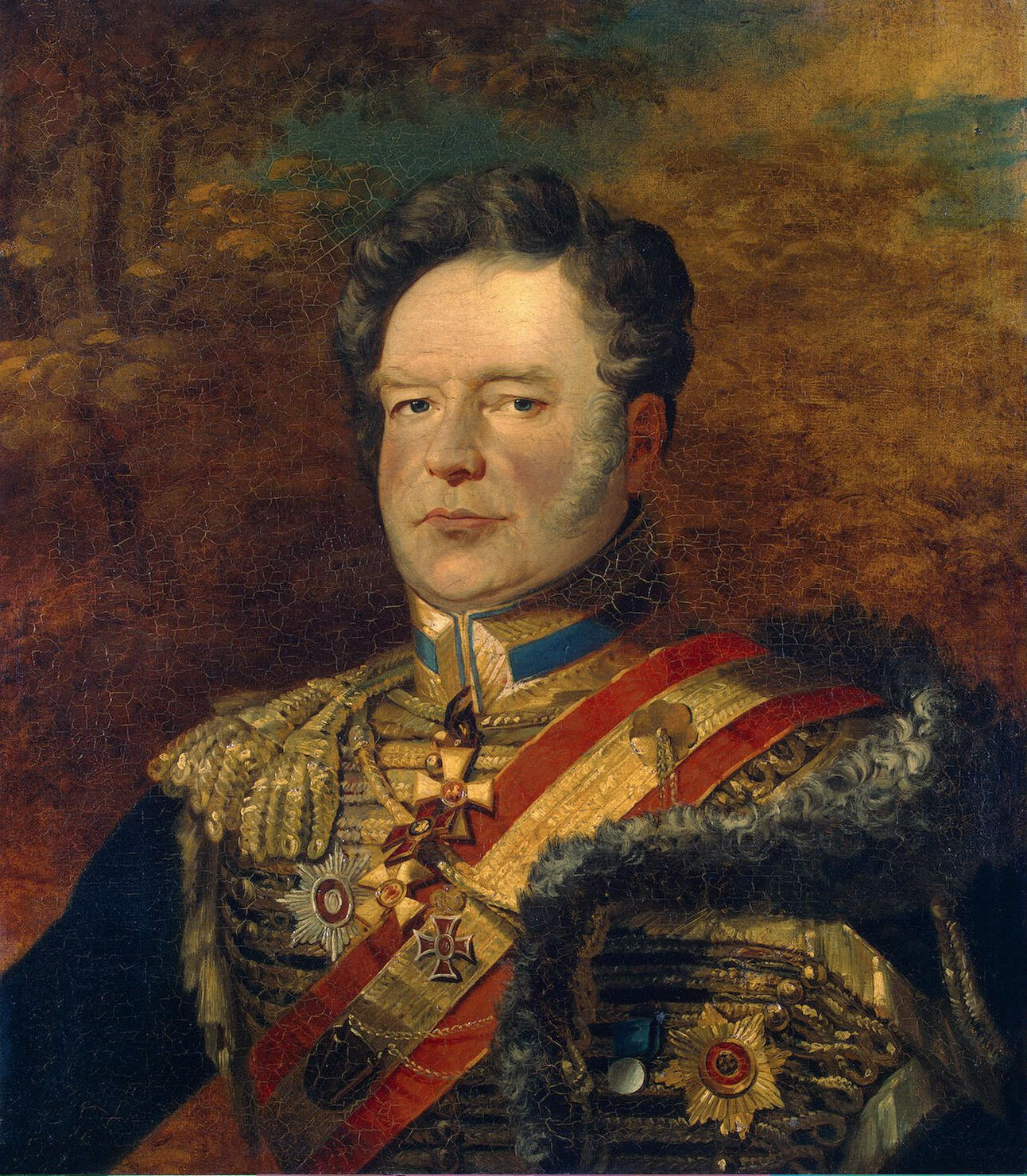
Fjodor Rüdiger

## Historia
Under tiden av samarbete mellan Ryssland och Österrike skickade tsar Nikolaj sin äldste son och arvinge Alexander (sedermera tsar Alexander II) till Wien. Såsom gäst hos den österrikiske kejsaren bodde han i Frans Josefs sommarresidens Schönbrunn under sin vistelse (19-22 augusti 1849). Johann Strauss den yngre var angelägen om att visa att han nu fullt ut stödde rikets "officiella linje", efter att under revolutionen mer eller mindre öppet deklarerat att han stod på de oppositionellas sida, vilket hade skadat hans karriär en smula. Som ett led i detta komponerade han kadriljen Nikolai-Quadrille för att hylla Österrikes allierade. Han framförde stycket med sin orkester vid en av de många soaréerna på Café Dommayer i stadsdelen Hietzing. Det kan med stor säkerhet antas att Strauss spelade kadriljen under Alexanders besök i Wien, då Café Dommayer låg alldeles bredvid slottet Schönbrunn. 
Strauss förläggare Pietro Mechetti gav endast ut klaverutdraget (den 21 augusti 1849) och inget orkestermaterial. Nutida versioner bygger på arrangemang utifrån klaverutdraget.

## Om kadriljen
Kadriljen bygger på ryska melodier och främst bland dessa är folksången "Röda sarafanen", vilken citeras i andra temat i delen 'Été' (nr 2) och som Strauss redan hade använt i sin Slaven-Potpourri. Den ryska nationalhymnen hörs som andra tema i 'Finale' (nr 6).
Speltiden är ca 5 minuter och 57 sekunder plus minus några sekunder beroende på dirigentens musikaliska tolkning.

## Weblänkar
- Dynastin Strauss 1849 med kommentarer om Nikolai-Quadrille.
- Nikolai-Quadrille i Naxos-utgåvan.